# Phlebopus marginatus
Phlebopus marginatus es una especie de hongo de Australia Occidental, es miembro de Boletales u hongos con poros. Posiblemente sea el mayor hongo terrestre de Australia, donde un espécimen hallado en Victoria llegó a pesar 29 kg. 
Es una vista imponente en los bosques del sudeste y suroeste de Australia. Inicialmente descrito como Boletus marginatus en 1845, y también conocido anteriormente por nombres científicos como Phaeogyroporus portentosus y Boletus portentosus, de hecho, no está tan estrechamente relacionado con boletos típicos como se pensaba anteriormente.

## Descripción

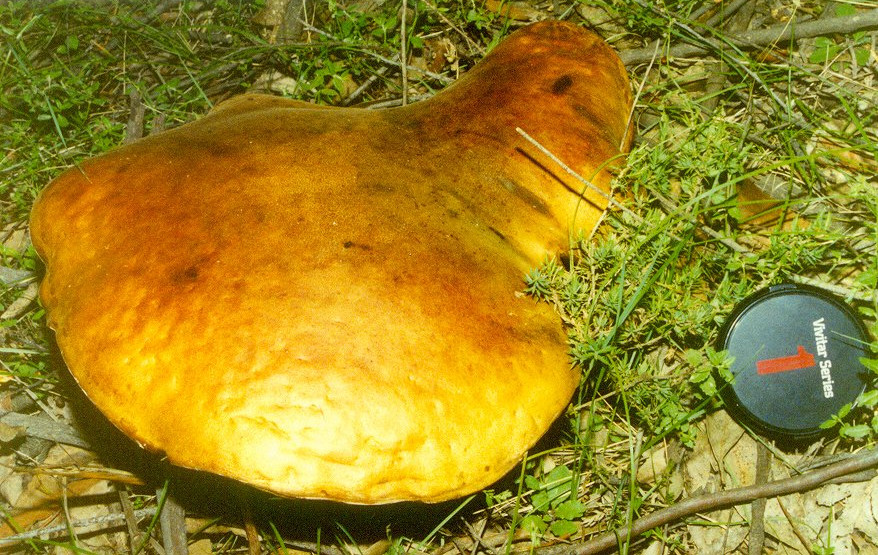
Sombrero de P. marginatus visto desde arriba,
East Gippsland, Victoria - enero de 1992.

Posiblemente el hongo terrestre más grande de Australia, Phlebopus marginatus produce cuerpos fructiferos que pueden alcanzar grandes proporciones. Un espécimen del oeste de Victoria alcanzó 29 kg de peso. John Burton Cleland informó haber encontrado especímenes con un diámetro de sombrero de 60 cm y un peso de más de 32 kg. El sombrero es convexo a plano, ocasionalmente con un centro deprimido. Es de color marrón a oliva y está cubierto de pelo fino. Los registros entre países varían en cuanto al cambio de color al cortar o magullar la carne, con los de Australia Occidental indicando que no hay cambios, mientras que los recolectados en Nueva Zelanda e Indonesia tienen decoloración azulada en la magulladura en la parte superior del tallo. Las esporas son de color amarillo-marrón. Los especímenes maduros atraen sobremanera a los insectos y a menudo están infestados de ellos..

## Distribución y hábitat

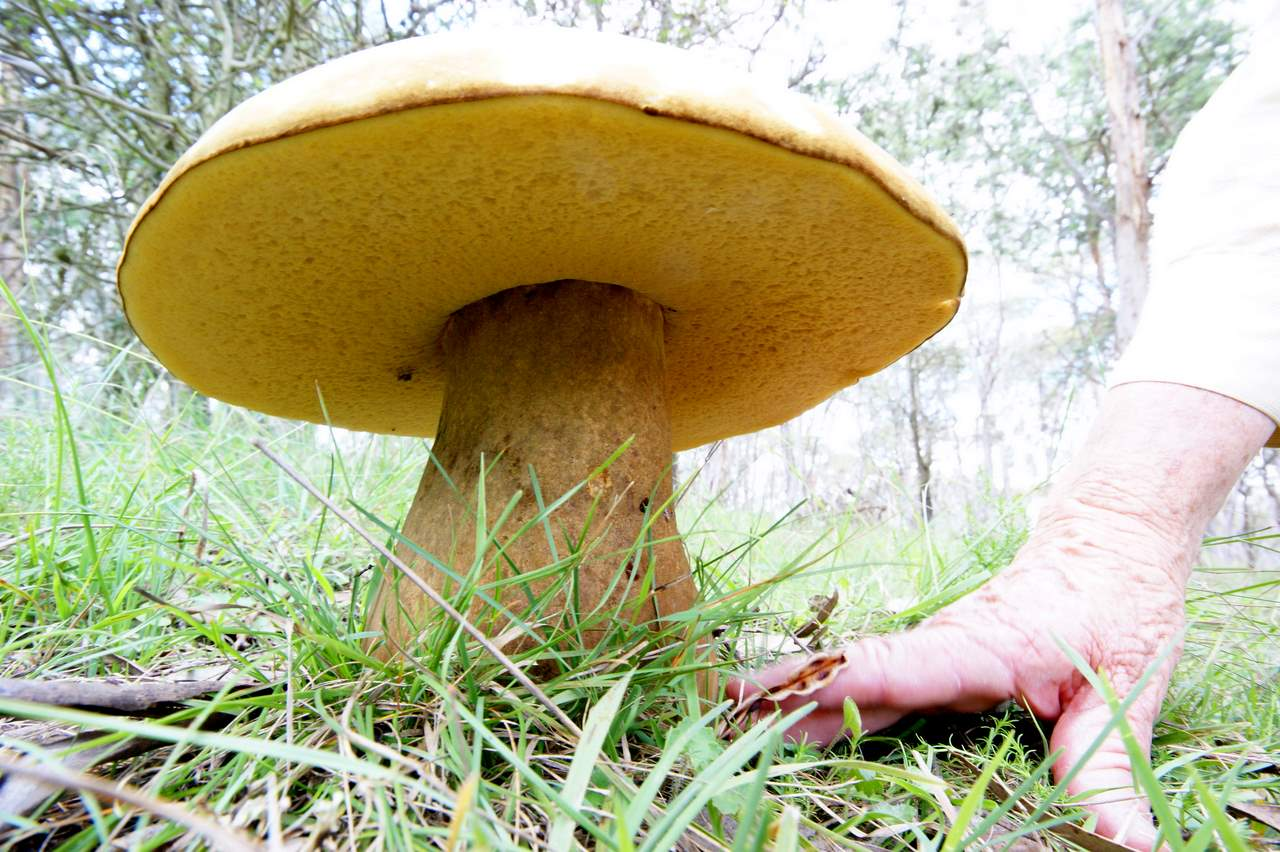
Phlebopus marginatus cerca de Honeysuckle Creek, ACT

Phlebopus marginatus es un ejemplo de un hongo gondwano que se encuentra en Indonesia, Malasia y Sri Lanka, así como en Australia y Nueva Zelanda, con especies relacionadas que se encuentran en América del Sur. De hecho, es una especie pantropical.
En Australia se ha registrado desde el sureste del sur de Australia hasta Nueva Gales del Sur. Dentro de Australia se presenta en bosques de eucaliptos y se suele encontrar después de la lluvia. Los cuerpos fructíferos pueden encontrarse aislados o surgir en grupos o incluso formando anillos.  Se los encuentra en la selva tropical en la sección Cooloola del Parque nacional Great Sandy en Queensland.
En Nueva Zelanda posiblemente se asocie con Nothofagus truncata. McNabb no estaba seguro de si fue introducido o es propio de Nueva Zelanda, aunque sospechaba esto último debido a que se encontraba en un denso bosque nativo cerca de Rotorua. Otras recolecciones se han registrado en cercanía de Auckland.
Es común en Java y Sumatra.
En China se encuentra en las provincias de Yunnan, Guangxi y Hainan. En China, crece en asociación con especies de poinciana (Delonix regia), mango (Mangifera indica), café (Coffea arabica), pomelo (Citrus grandis), jaca (Artocarpus heterophyllus) y roble (Quercus).

## Comestibilidad
Al igual que con muchos hongos australianos, Phlebopus marginatus no es muy consumido en Australia, aunque se registra en varias publicaciones como comestible y de sabor suave. El experto australiano en hongos Bruce Fuhrer advierte sobre su propensión a estar plagado de gusanos.
Se lo consume en Laos, norte de Tailandia, Myanmar y sur de China, a saber, las áreas tropicales de la provincia de Yunnan, donde la recolección excesiva para los mercados ha agotado las poblaciones silvestres. Su gran tamaño y sabor lo convierten en un hongo deseado en los mercados de la región de Xishuangbanna. También se consume en la isla Reunión. 
Desde el 2003, se realizan esfuerzos para cultivarlo.